# Бжузкі (Поморське воєводство)
Бжузкі (пол. Brzózki, нім. Bröske) — село в Польщі, у гміні Новий Став Мальборського повіту Поморського воєводства.
Населення — 141 особа (2011).
У 1975-1998 роках село належало до Ельблонзького воєводства.

## Демографія
Демографічна структура станом на 31 березня 2011 року:
|          | Загалом | Допрацездатний вік | Працездатний вік | Постпрацездатний вік |
| -------- | ------- | ------------------ | ---------------- | -------------------- |
| Чоловіки | 70      | 13                 | 52               | 5                    |
| Жінки    | 71      | 19                 | 37               | 15                   |
| Разом    | 141     | 32                 | 89               | 20                   |